# فرودگاه یورک (پنسیلوانیا)
فرودگاه یورک (پنسیلوانیا)  (به انگلیسی: York Airport (Pennsylvania)) در کشور ایالات متحده آمریکا قرار دارد .